# Nekriptografske heš funkcije
Nekriptografske heš funkcije samo pokušavaju da izbegnu koliziju podataka za dobroćudan ulaz (eng. non malicious input). Nekima od njih je cilj da otkriju slučajne promene podataka (na primer CRC algoritmi), dok ostale samo pokušavaju da smeste podatke u različitim poljima heš tabele ali sa najmanjom mogićom kolizijom podataka. 

## Lista nekriptografskih heš funkcija
| Ime                                     | Dužina                               | Tip                         |
| --------------------------------------- | ------------------------------------ | --------------------------- |
| Pearson hashing                         | 8 bitova                             | xor/table                   |
| Buzhash                                 | variable                             | xor/table                   |
| Fowler–Noll–Vo hash function (FNV Hash) | 32, 64, 128, 256, 512, ili 1024 bita | xor/product ili product/xor |
| Zobrist hashing                         | variable                             | xor                         |
| Jenkins hash function                   | 32 ili 64 bita                       | xor/addition                |
| Java hashCode()                         | 32 bita                              |                             |
| Bernstein hash                          | 32 bita                              |                             |
| elf64                                   | 64 bita                              | hash                        |
| MurmurHash                              | 32, 64, ili 128 bitova               | product/rotation            |
| SpookyHash                              | 32, 64 ili 128 bitova                | see Jenkins hash function   |
| CityHash                                | 64, 128, ili 256 bitova              |                             |
| xxHash                                  | 32 bita                              |                             |